# Aquilino Barrachina
Aquilino Barrachina Ortiz (Anna, 1882 - Alicante, 11 de abril de 1940) fue un político socialista español. 
En su juventud emigró a Estados Unidos, para regresar en la década de 1920, estableciéndose en Pego, provincia de Alicante. Allí militaba en el Partido Socialista Obrero Español (PSOE), y en 1932 fue elegido alcalde de la localidad. Destacó en el cargo público por la creación de la biblioteca pública y la red de agua potable. Durante la Guerra Civil fue quien protegió el archivo municipal. La falta de moneda durante el conflicto, hecho común en los frentes del este de la guerra, hizo que se tuviera que imprimir moneda por el ayuntamiento, y era tal su reputación de hombre en quien confiar en que avaló con su propia firma las emisiones. 
Tras la guerra fue detenido, juzgado en consejo de guerra sumarísimo y condenado a muerte, siendo ejecutado en Alicante. 
Una calle de la ciudad de Pego (Alicante) lleva su nombre.